# Golī Gūrān
Golī Gūrān (persiska: کلی گورون, Gelīgūrān, گلی گوران, گلی گورون) är en ort i Iran.   Den ligger i provinsen Kerman, i den sydöstra delen av landet, 900 km sydost om huvudstaden Teheran. Golī Gūrān ligger 2 145 meter över havet och antalet invånare är 119.
Terrängen runt Golī Gūrān är kuperad.Runt Golī Gūrān är det glesbefolkat, med 12 invånare per kvadratkilometer. Närmaste större samhälle är Ţorang, 12,1 km söder om Golī Gūrān. Omgivningarna runt Golī Gūrān är i huvudsak ett öppet busklandskap.